# Stregoneria
(Max Weber, Economia e società. Comunità religiose. Cap. La genesi delle religioni, p. 5. 2006)

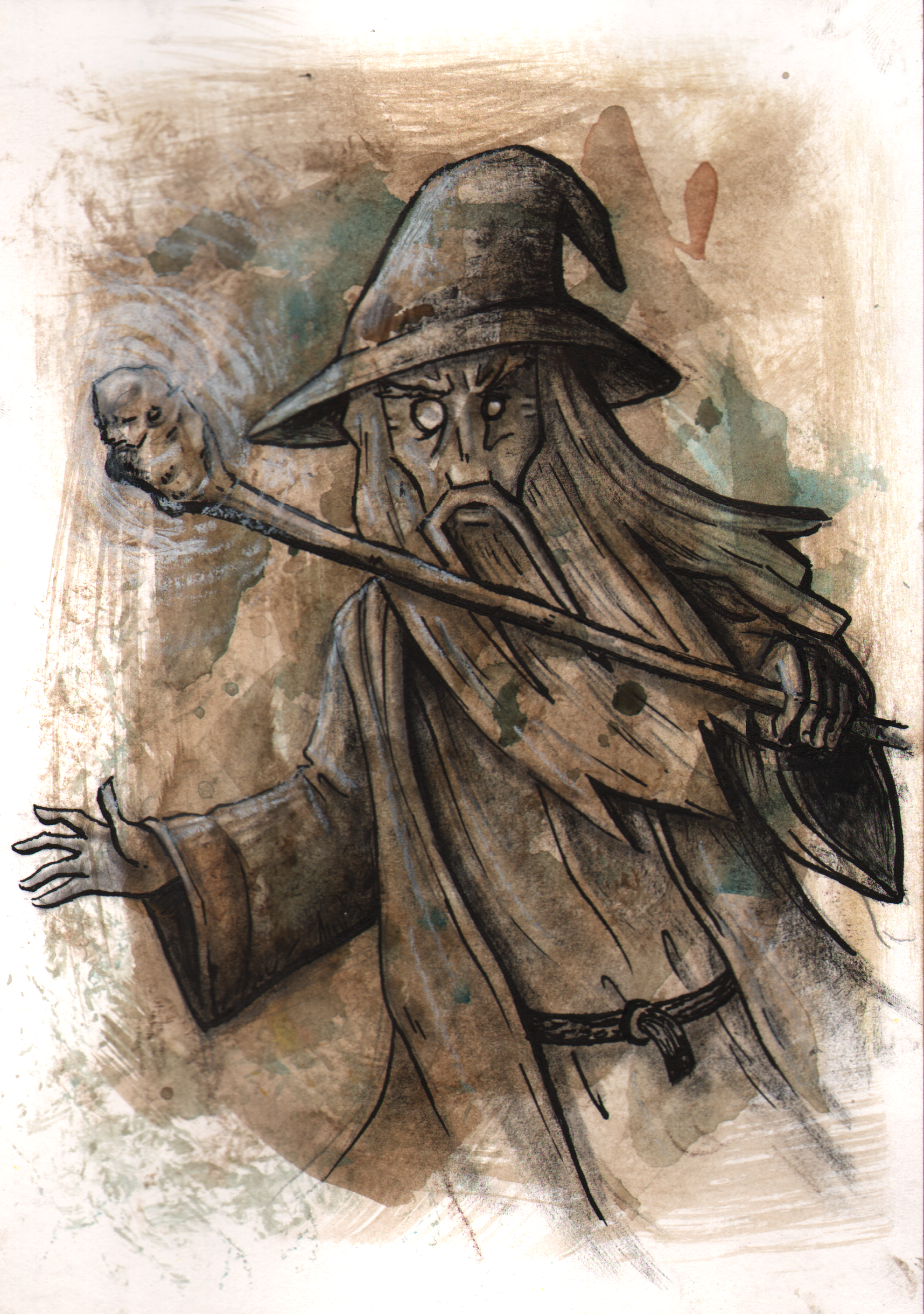
Immagine tipica di uno stregone, ossia un vecchio con una lunga barba bianca, un cappello a tesa larga, e un bastone.

La stregoneria è generalmente considerata un insieme di pratiche magiche e rituali, perlopiù a carattere simbolico, tese a influire positivamente o negativamente sulle persone o sulle cose loro appartenenti, alle quali si ricorre spesso con l'aiuto di un essere soprannaturale. In questa accezione il termine è diffuso in tutte le culture (siano esse primitive o evolute) ed è presente nella storia umana fin dall'antichità. Alle diverse valenze negative assunte dalla definizione di stregoneria se ne sono aggiunte altre di carattere positivo, specialmente a partire dagli anni cinquanta del Novecento con lo sviluppo della wicca.

## Origine e significati del termine

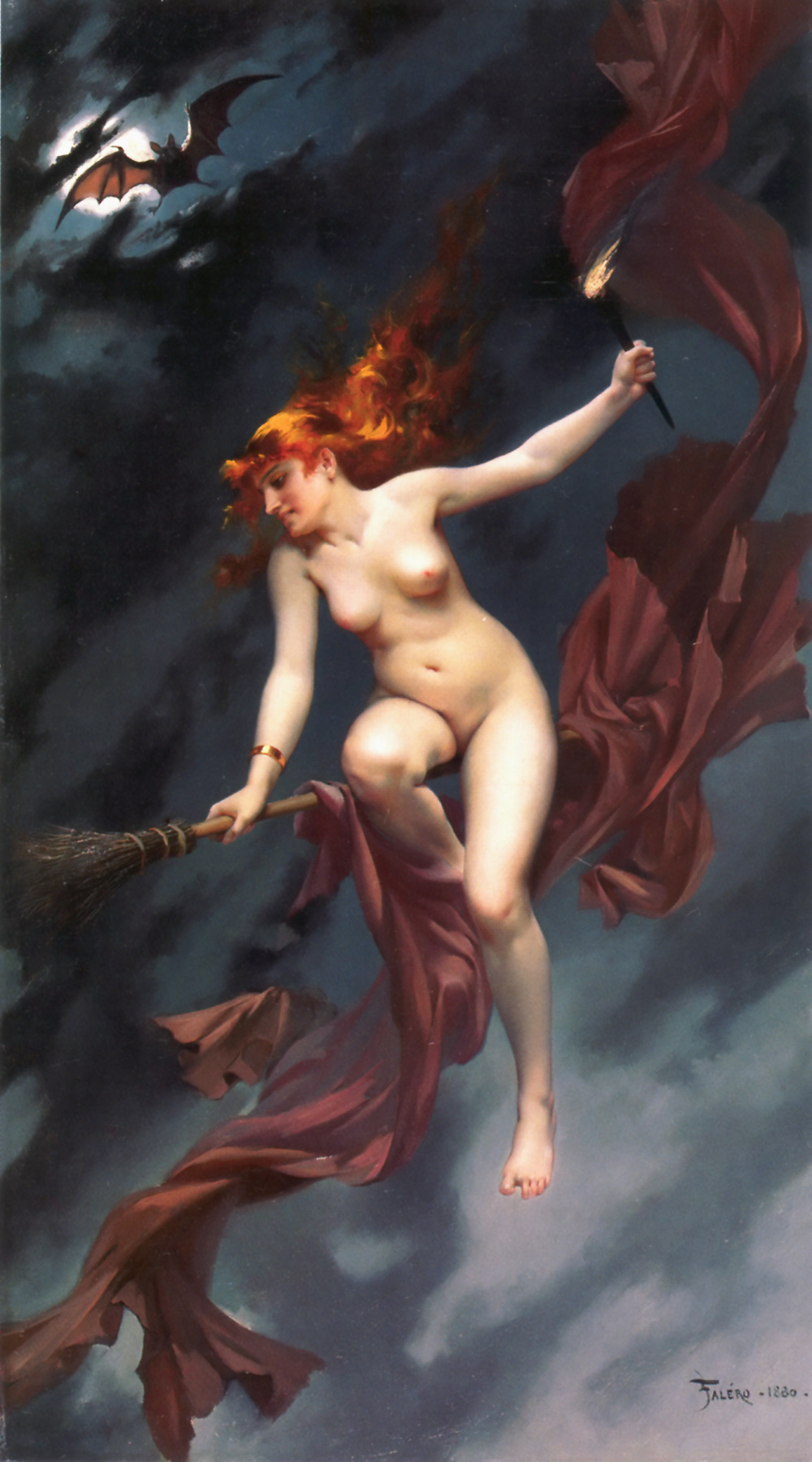
Musa della notte, quadro precedente al 1896 di Luis Ricardo Falero che rappresenta la figura della strega

Nella lingua italiana il termine stregoneria deriva dalla parola «strega», che a sua volta proviene dalla parola greca strix, con la quale si indicava un rapace notturno (lo strige o barbagianni) dal verso acuto (da cui il nome), che le leggende popolari accusavano (erroneamente) di succhiare il sangue delle capre. La letteratura latina fornisce vari esempi di questa credenza. Le striges di Ovidio erano mostri per metà uccelli e per metà donne, mentre quelle descritte da Orazio erano donne a tutti gli effetti; Apuleio parlò invece sia di mostri rapaci sia di donne che potevano trasmutarsi in animali per mezzo di un unguento magico. Da distinzioni come questa derivò la figura della malefica, ovvero la strega come la si intende largamente ancora oggi, una donna che prevedeva il futuro e praticava la magia e che più tardi fu accusata di avere commercio con il Diavolo. La malefica venne perciò considerata un'apostata e le sue furono definite pratiche di stregoneria.
Nelle altre lingue europee le parole che vengono tradotte in italiano con “strega” – e, per conseguenza, anche quelle che si traducono con “stregoneria” – presentano etimi differenti, cosicché il termine acquisisce una maggior varietà di significati. Il francese sorcière proviene dal latino sortilega, che originariamente indicava chi faceva opera di divinazione (cioè traeva le “sorti”). L'inglese witch (dal sassone wicce) e il tedesco hexe (dall'alto-tedesco hagazussa), invece, venivano inizialmente usati per indicare chi era sapiente, mentre i termini spagnoli brujo e bruja potrebbero derivare anch'essi da strix.
Nella lingua inglese è tuttora in uso, soprattutto in ambito antropologico, la distinzione fra i termini witchcraft e sorcery, vale a dire fra stregoneria e magia nera. Il primo termine indica una predisposizione innata e solitamente ereditaria a compiere il male con la sola forza psichica; il secondo si riferisce alla pratica di gettare sortilegi e incantesimi mediante rituali o con pozioni magiche ottenute tramite la manipolazione di erbe o di sostanze organiche.
Nella lingua italiana invece il termine "stregoneria" è frequentemente impiegato come sinonimo di magia nera. Un'ulteriore definizione, direttamente riconducibile alle ricerche storiche sull'Inquisizione e sulla Caccia alle streghe, è quella di "stregoneria diabolica", utilizzabile nell'ambito di una catalogazione complessiva dei processi inquisitori che comprende anche i procedimenti contro l'eresia, la magia cerimoniale, la magia amorosa, l'astrologia, i malefici, la negromanzia.
È opportuno menzionare anche la distinzione tra stregoneria rurale, caratterizzata dal complesso di credenze pagane e precristiane, e stregoneria cittadina, rappresentata dai fenomeni di possessione diabolica. Nel linguaggio comune il termine viene spesso usato in senso figurato (soprattutto nei modi di dire) per indicare un'azione o realizzazione che appare prodigiosa, ma di cui si è portati a diffidare, ad esempio "le stregonerie della chimica".

## Aspetti storici e storiografici
Sotto il profilo storico la stregoneria europea è abitualmente associata alle grandi persecuzioni avvenute nel Cinquecento e nel Seicento. In questi secoli la stregoneria aveva già una sua storia, che vari studiosi hanno fatto risalire fino al culto precristiano della dea Diana. Alcuni storici hanno invece preferito approfondire l'evoluzione delle divinità pagane che ha portato all'immagine del Diavolo cristiano, mentre altri si sono orientati con le proprie ricerche verso i movimenti sociali del Medioevo, a conferma del fatto che la stregoneria è un argomento talmente complesso e multiforme nelle sue manifestazioni da non poter essere ricondotto a un'unica origine.

### La stregoneria dall'antichità al XVIII secolo

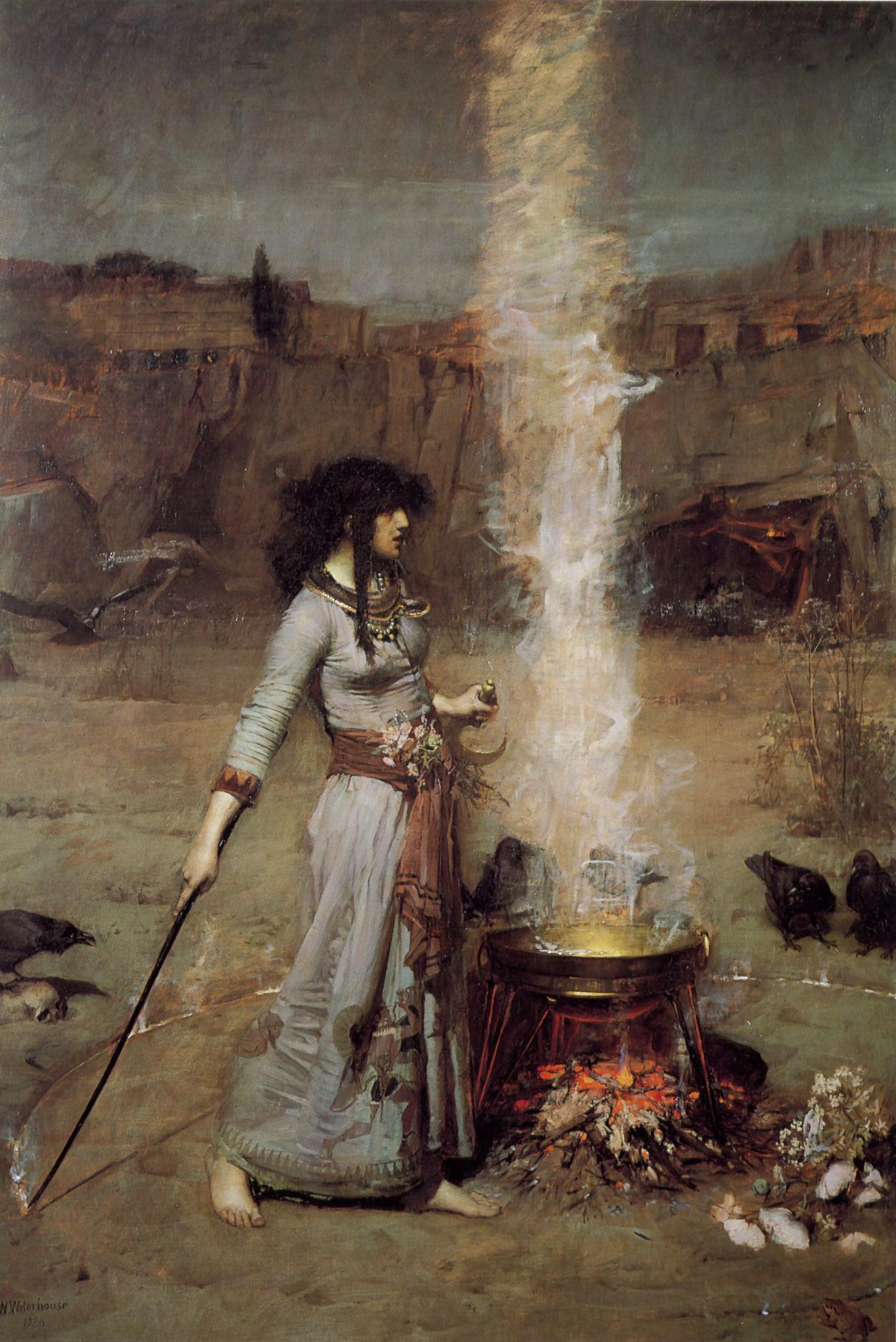
The Magic Circle (1886) di John William Waterhouse

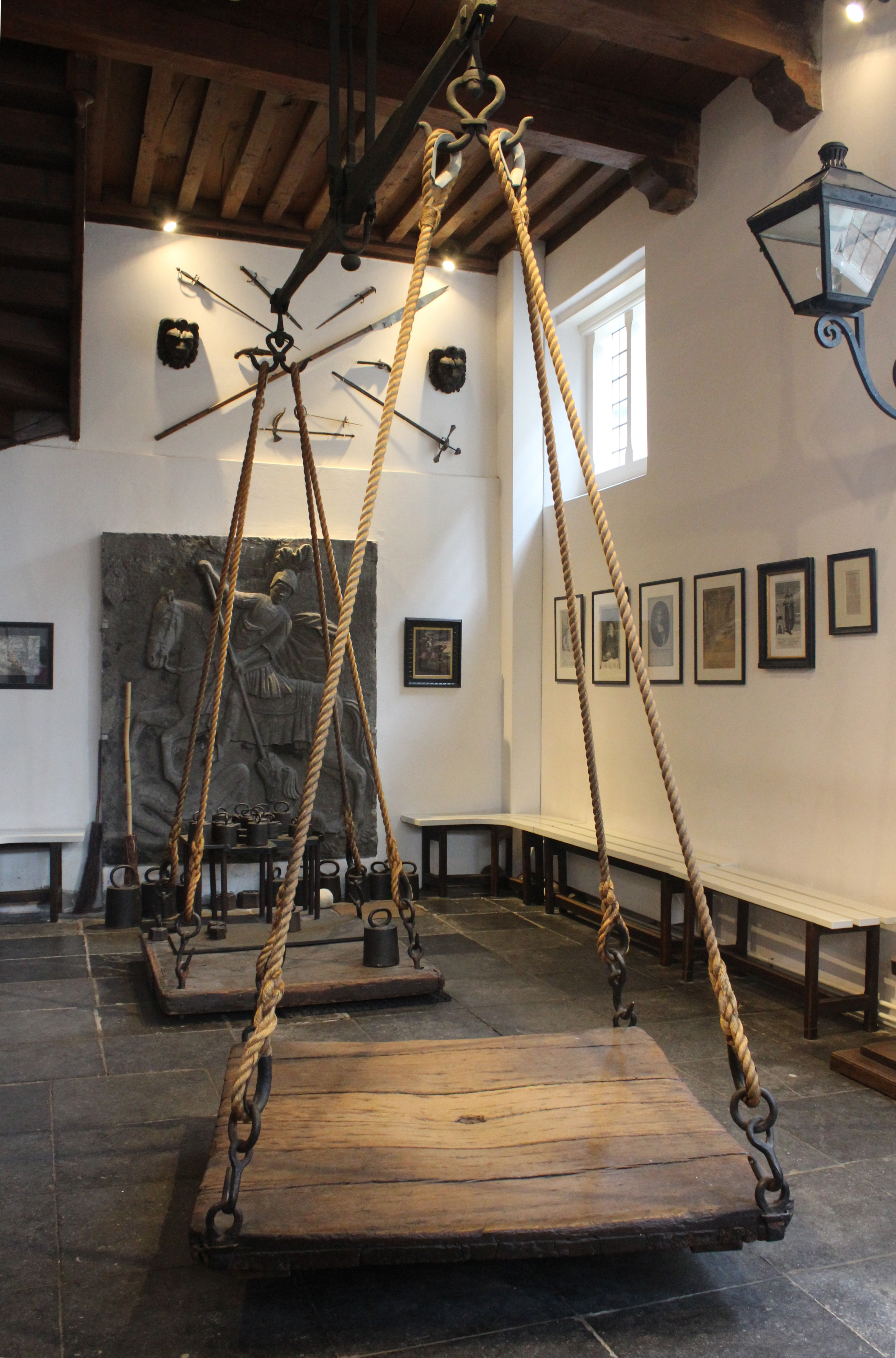
Pesa delle streghe, Oudewater, Paesi Bassi

Nel mondo classico greco-latino si ricorreva con molta frequenza alle pratiche magiche, sia con scopi benefici (guarire le malattie, procurare la pioggia) sia con scopi malvagi (far cadere ammalati i propri nemici, distruggere i raccolti). I primi erano considerati leciti e talvolta venivano pure tutelati; i secondi erano ostacolati con un grado crescente di severità a seconda della loro gravità e di chi li perseguiva (medico e mago esperto o neofita e profano della materia).
Con l'avvento del cristianesimo le divinità pagane furono via via trasformate in creature infernali e pertanto nessuna pratica magica messa in opera col loro aiuto poté più ritenersi ortodossa. L'atteggiamento iniziale della Chiesa, improntato a un cauto scetticismo, fu tuttavia largamente tollerante: mentre l'Europa veniva progressivamente cristianizzata dai missionari predicatori, i casi di conversioni forzate con la violenza furono relativamente scarsi e talora certi rituali magici del Paganesimo, opportunamente riadattati, entrarono nell'ambito della religione cristiana.
Il clero romano condannava comunque la credenza nei fenomeni preternaturali come il volo notturno al seguito di Diana, considerato frutto di illusione demoniaca, anche in conseguenza del fatto che con ogni probabilità il culto alla dea, sotto forme più o meno evidenti, continuava ad essere tributato nelle campagne. In questo la Chiesa si uniformava al testo del Canon episcopi, uno scritto in uso tra i vescovi e contenuto nel De synodalibus causis et disciplinis ecclesiasticis dell'abate Reginone di Prüm (secolo X), ripreso e commentato poi da Burcardo di Worms all'interno del suo Decretorum Libri XX nell'undicesimo secolo e infine confluito nel Decretale del giurista Graziano (secolo XII).
A partire dal XIV secolo la Chiesa cattolica cominciò a esprimere sempre maggiore preoccupazione verso quegli individui ritenuti adoratori del Demonio e capaci di operare il male per mezzo di sortilegi, preoccupazione che con l'andare del tempo si tradusse in una paura dilagante anche tra le autorità civili e che si affiancò, talora sovrapponendosi, a quella con cui s'era guardato ai movimenti ereticali fin dal secolo XII. Il crescendo di questo timore portò alla credenza, ampiamente diffusa in Europa tra il Cinquecento e il Seicento, che tutto l'occidente cristiano fosse minacciato da una setta malvagia e apostata che aveva stretto un patto col Demonio, i cui adepti erano le streghe e gli stregoni.
Nel 1398 produsse un parere sulla questione l'Università di Parigi: distinguendo, secondo tradizione, tra magia naturale e magia diabolica, si affermò che i poteri magici erano reali e non puramente illusori. Il parere dell'ateneo parigino, pur non essendo teologicamente vincolante e venendo formulato in un periodo di scisma religioso, assestò tuttavia un grave colpo alle tesi tradizionali, basate sul Decretum di Graziano, il quale sosteneva l'illusorietà di fenomeni come il volo notturno e disconosceva il potere dei vari maleficia di causare qualche effetto concreto.
Sebbene i primi processi per stregoneria risalgano alla prima metà del Trecento, l'intensificazione delle persecuzioni ebbe inizio dopo la promulgazione della bolla papale Summis desiderantes affectibus di Innocenzo VIII nel 1484 e la pubblicazione, nel 1486 o 1487, del trattato Malleus Maleficarum (Il martello delle streghe) scritto dall'inquisitore Heinrich Kramer. Nei decenni successivi alla diffusione di questi due documenti l'esistenza delle streghe e degli stregoni, dei loro voli notturni per recarsi al sabba e del loro potere di nuocere gravemente alle persone e alle cose con l'aiuto del demonio divenne una convinzione radicata in molti uomini e donne di tutti gli strati sociali europei, anche se con differenziazioni più o meno marcate secondo le aree geografiche e il periodo storico di riferimento.
Dall'Italia, ad esempio, si sparse la fama di una località situata nei pressi della città di Benevento, una radura con al centro un albero di noce dove si diceva avvenissero i raduni delle streghe col Demonio. La credenza nel sabba era però maggiormente diffusa nelle aree alpine come la Val Camonica, la Valtellina e il Tirolo, mentre nelle regioni centro-meridionali prevaleva il timore dei malefici e delle persone in grado di gettarli sugli altri. In Friuli si credeva nell'esistenza degli stregoni malvagi e degli stregoni buoni – i benandanti – che sapevano contrastarli; Il Sud d'Italia presentava analogie con l'Inghilterra, dove il sabba apparve raramente nei racconti e nelle confessioni degli inquisiti; la situazione della Francia, della Germania e della Svizzera era invece molto simile a quella delle valli alpine italiane.
Diversamente dal resto d'Italia, la Sicilia era legata a una cultura nordica e in questo contesto le donas de fuera erano creature leggendarie dalle sembianze di fate. La presenza di elfi, unica in Italia e in Europa meridionale, accomuna la Sicilia al folclore e in particolare alla mitologia delle isole britanniche. Dal 1650 nell'Europa occidentale le persecuzioni contro le streghe avevano già iniziato la loro parabola discendente, mentre nella parte orientale del continente – e soprattutto nel regno di Polonia – si avviavano a divenire più frequenti proseguendo fino alla metà del secolo successivo. Sul finire del Seicento le colonie inglesi d'oltreoceano videro a Salem la loro più violenta manifestazione di intolleranza contro la stregoneria e pochi anni prima, a Parigi, si assistette con l'”Affare dei veleni” ad una serie di atti criminosi che mescolavano riti blasfemi e magia tradizionale.
Durante il Settecento le cacce alle streghe divennero sempre più rare fino a scomparire quasi del tutto, almeno nell'Europa occidentale. Lo spirito di tolleranza, i progressi della scienza e le nuove idee filosofiche, le riforme giuridiche e politiche prevalsero sulla paura irrazionale delle streghe come serve di Satana e come persone dotate del potere di nuocere ai propri simili. Tuttavia l'Illuminismo, la filosofia di David Hume e di Immanuel Kant, le riforme di Giuseppe II e la Rivoluzione francese non cancellarono del tutto né la superstizione, né le pratiche magiche e divinatorie, né quanto restava degli antichi miti precristiani..
L'ultima persona condannata per stregoneria in Europa è stata Anna Göldi nel 1782, in Svizzera.

### La rivalutazione della stregoneria dal XIX secolo ai nostri giorni
Nella prima metà dell'Ottocento il lungo lavoro filologico e linguistico di Jacob e Wilhelm Grimm produsse numerosi scritti a carattere saggistico ed enciclopedico, tra i quali la Deutsche Mythologie (Mitologia Germanica, 1935) e il Handwörterbuch des deutschen Aberglaubens (Vocabolario della superstizione tedesca, postumo, 1927-1942, 10 voll.). L'opera imponente dei Grimm, concepita e realizzata nello spirito romantico del periodo, permise non solo di recuperare un'ingente quantità di materiale riguardante le superstizioni, le leggende, le divinità, gli usi e i costumi della Germania precristiana ma ne fece anche uno strumento di rivalutazione della cultura popolare promuovendolo a fonte primaria per le ricerche sulla storia antica e medievale dei popoli tedeschi. Jakob Grimm teorizzò fra l'altro l'esistenza di un rapporto diretto tra la stregoneria e l'insieme delle credenze e dei rituali religiosi degli antichi germani, prendendo inoltre una ferma posizione di condanna nei confronti delle persecuzioni e dei roghi delle streghe.
Nel 1862 la pubblicazione del libro La strega da parte dello storico francese Jules Michelet non solo riportò grande attenzione sul tema della stregoneria ma segnò anche l'inizio di un nuovo modo d'interpretare questo fenomeno. La tesi di Michelet spiegava che la stregoneria era realmente esistita come adorazione della natura e al contempo come rivolta notturna e segreta delle classi inferiori contro i poteri civili e religiosi istituiti. Dall'opera di Michelet, passando per le ricerche compiute in Italia nel 1886 dallo studioso del folklore Charles Godfrey Leland e, sebbene per certi versi in maniera indiretta, attraverso il monumentale lavoro dell'antropologo James Frazer intitolato Il ramo d'oro (1890 e 1915) si giunse nel 1921 alle teorie dell'egittologa britannica Margaret Murray contenute nel libro Le streghe nell'Europa occidentale, teorie che riscossero inizialmente notevole credito tra vari studiosi.

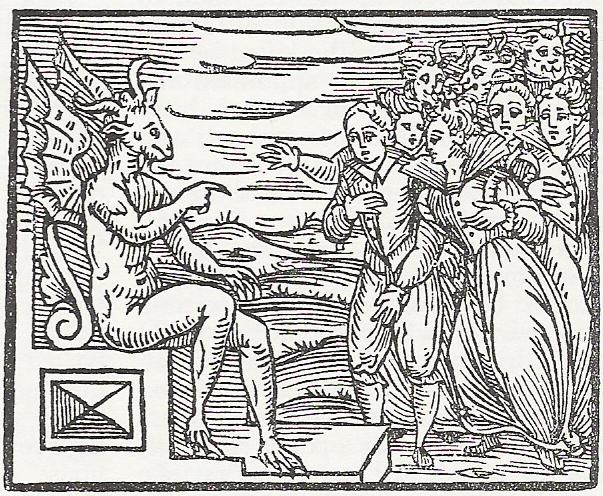
Ottava illustrazione dal Compendium maleficarum (1608), che raffigura l'adorazione tributata a un essere cornuto.

La Murray sostenne che l'antica religione dell'Europa occidentale era stata un culto della fertilità tributato a una divinità cornuta e tramandato da una popolazione autoctona formata da individui di piccola statura, la cui esistenza era rivelata dalle leggende e dai racconti di fate e di gnomi. I sabba non sarebbero stati altro che le riunioni delle congreghe di adepti tenute in precisi giorni dell'anno; oltre che in questi sabba, i componenti delle singole congreghe si radunavano negli “Esbat” settimanali. Secondo la Murray, le conseguenze dell'incontro fra l'antica religione e il Cristianesimo portarono a ciò che noi ancora oggi intendiamo correntemente per “stregoneria”, e che ci rappresentiamo quasi esclusivamente attraverso le cacce alle streghe cinque-seicentesche. In altre parole, la religione cristiana, cattolica e riformata, avrebbe tentato di distruggere l'antico culto muovendo innanzitutto da un processo di demonizzazione dell'avversario.
Benché interessanti, e nonostante Margaret Murray portasse a loro sostegno i testi di vari documenti dell'epoca, queste teorie, ad un esame più attento delle fonti, si dimostrarono del tutto prive di fondamento. La studiosa, in effetti, riprodusse nel suo libro soltanto quei brani dei resoconti di processi per stregoneria da lei esaminati che non citavano particolari fantastici, come ad esempio la trasformazione di uomini in animali, il Diavolo in forma di bestia, le cavalcature delle streghe “fabbricate” con la paglia o con gli steli di fagiolo. Tolti questi passaggi risultava facile, almeno in apparenza, ricostruire quelle che sembravano attività ben organizzate di una religione pagana e precristiana sopravvissuta fino al XVII secolo. In realtà, di questa religione, così come di una setta di adoratori del Demonio diffusa in tutta Europa, non esiste alcuna prova documentaria.
Le streghe nell'Europa occidentale e il secondo libro della Murray dedicato al tema della stregoneria (Il dio delle streghe) ebbero non poca fortuna all'inizio degli anni cinquanta tra i nuovi seguaci del culto descritto nelle pagine di quelle due opere. Oggi la stregoneria legata ai moderni culti neopagani viene interpretata come celebrazione della natura attraverso una nuova esaltazione del culto della Dea Madre (Terra e/o Luna e le varie personificazioni del divino femminile) e del Dio Padre e Figlio (il dio Sole e/o le varie personificazioni del divino maschile), soprattutto attraverso alcuni rituali che implicano l'utilizzo della propria magia per scopi personali, altruistici o quotidiani. In senso stretto essi sono soprattutto una riscoperta e reinterpretazione di antichi culti della fertilità e di tipo sciamanico, accompagnati da pratiche magiche o teurgiche derivanti spesso dall'esoterismo e dall'occultismo ottocenteschi. In questo caso i praticanti seguono la Stregoneria Tradizionale (un termine vago per indicare una varia serie di molte pratiche) o la Wicca (detta in certi casi anche Stregoneria Moderna o Neostregoneria).

### Le pratiche di magia e di stregoneria
In sede storiografica, nel trattare dell'argomento, è opportuno tener presente fin dal principio il “concetto cumulativo” di stregoneria definito dallo studioso Brian P. Levack. Tale concetto, posto dallo storico statunitense come punto nodale della sua interpretazione delle cacce alle streghe europee, consente di individuare, più che i numerosi tipi di operazioni magiche (peraltro variamente elencate nei trattati di demonologia e nei verbali dei processi), il diverso modo di concepirle da parte dei soggetti coinvolti in base al livello sociale di appartenenza. Sostanzialmente, il concetto cumulativo di stregoneria fornisce una spiegazione delle grandi persecuzioni del XVI e XVII secolo per mezzo di un'avvenuta commistione di credenze tipiche delle classi acculturate dominanti (il patto col Demonio e la sua adorazione, l'apostasia dalla fede cristiana) e credenze specifiche degli strati popolari e soprattutto rurali (le metamorfosi in animali, il potere delle streghe di nuocere alle persone, gli oggetti dotati di potere magico). Le streghe, pertanto, non solo avrebbero compiuto quei malefici di cui molto s'era già scritto nell'Antichità, ma erano anche colpevoli, agli occhi dei demonologi e degli inquisitori vissuti tra il Quattrocento e il Seicento, di attuarli per tener fede al patto concluso col Diavolo.

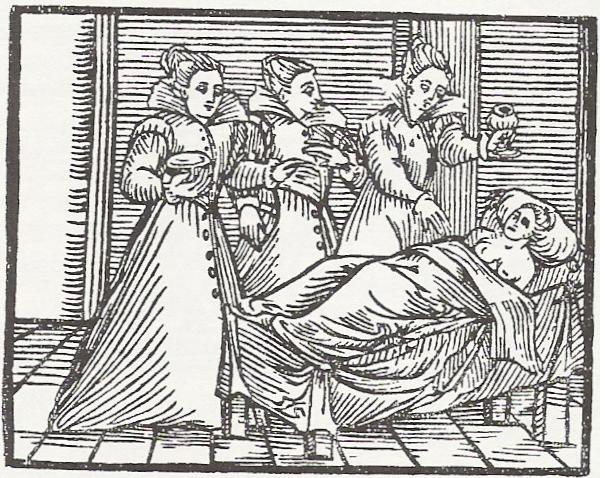
Ventunesima illustrazione dal Compendium Maleficarum (1608)

I verbali dei processi per stregoneria dell'Età moderna contengono numerose descrizioni di pratiche magiche. Nel 1539, durante gli interrogatori di Orsolina “la Rossa” da parte degli inquisitori di Modena, furono verbalizzate diverse forme di sortilegio; tra queste l'unzione del corpo con una pomata fatta di sugna e grasso d'anatra, il versetto da recitare prima della partenza per il sabba ("Sopra foie et soto vento dellà dal mare al parlamento et là volgio andar") e il modo di preparare impasti fatti col sangue succhiato ai bambini e utilizzati in seguito, a discrezione della strega, per risanare quegli stessi bambini. Nel manoscritto si accennava inoltre alla profanazione delle ostie consacrate durante il sabba. Nel 1582 l'Inquisizione di Pisa interrogò Lucrezia Peloso riguardo al sortilegio dell'anguistara, che era una caraffa piena d'acqua con la quale si credeva di poter vedere il futuro e ritrovare le cose perdute.
La donna ne descrisse l'elaborata preparazione, consistente nel versare dell'acqua attinta da una vergine nella notte di San Giovanni da tre pozzi diversi dentro al recipiente magico, nel quale un'altra donna vergine o gravida, dopo aver recitato alcune preghiere davanti a una candela accesa, avrebbe veduto ciò che interessava. Nelle deposizioni dei testimoni a carico non mancavano riferimenti al presunto potere delle streghe di inviare malefici con lo sguardo, col contatto fisico e anche tramite semplici parole pronunciate con acredine, come accadde nel 1614 in territorio senese, dove una donna chiamata Piera di Pasquino avrebbe procurato il decesso di un infante dopo aver minacciato di “mala sorte” la madre. Nella deposizione di una giovane strega veneta di nome Giulia, rilasciata nel 1584, sono individuabili i caratteri di quel sincretismo magico-religioso che mescolava elementi della teologia cattolica dentro a un rituale che sembrerebbe di ascendenza molto più antica. La ragazza descrisse così una pratica magica amorosa: nelle notti di cielo sereno, prima di coricarsi, si scioglieva i capelli, si inginocchiava e pregava rivolta verso tre stelle del firmamento invocando il pane, l'olio e il sale e la messa natalizia.

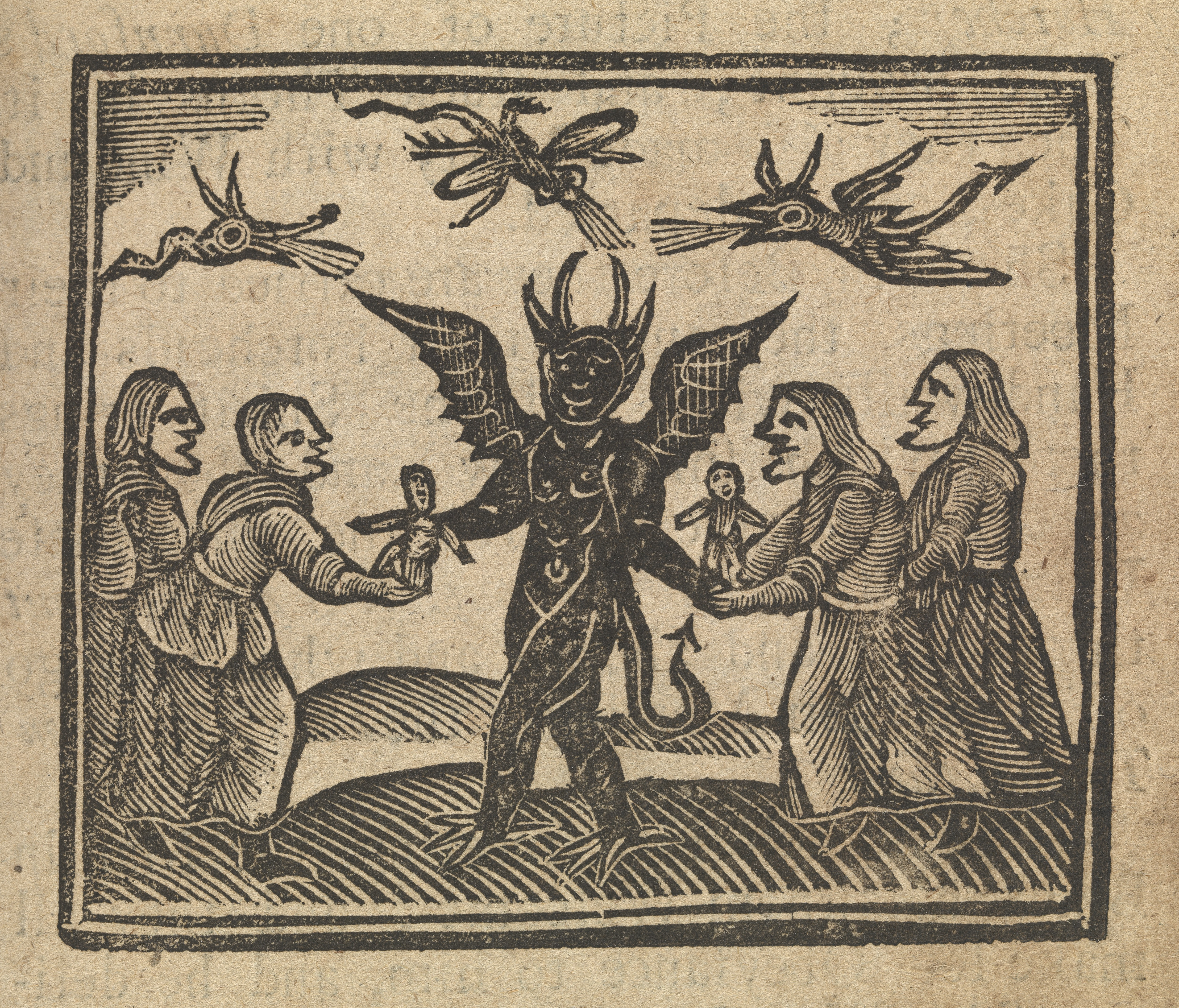
Bambole di cera offerte dalle streghe al demonio (incisione inglese da La storia delle streghe e dei maghi, 1720)

La letteratura demonologica è altrettanto ricca di esempi di sortilegio, quantunque molti di questi si ripetano pressoché identici da un trattato all'altro. Nel Malleus Maleficarum Heinrich Kramer scrisse di una strega che aveva sepolto in una stalla una pentola contenente un rospo vivo e un'ostia consacrata; il tutto «doveva servirle per causare a suo piacimento danni agli uomini e alle altre creature». L'inquisitore sosteneva poi che le uova sotterrate dalle streghe accanto a un cadavere e quindi dissepolte e date da mangiare a qualcuno procuravano l'epilessia. Jean Bodin, nella Demonomania degli stregoni (1580), scrisse dei cosiddetti «sortilegi della cera», cioè di immagini fabbricate dalle streghe che rappresentavano i loro nemici e che venivano trafitte per farli morire (simili alle tabellae defixionum di età greco-romana); in alternativa i simulacri di cera potevano essere messi sul fuoco e cosparsi con del liquore.
Per la riuscita di questi malefici mortali Bodin stimava necessario il patto diabolico; ma anche certe innocue usanze contadine come quella di pronunciare una formula magica per impedire la coagulazione del burro gli apparivano ugualmente ispirate dal Demonio. Nelle Disquisizioni magiche di Martin Antoine Del Rio (1599) si legge che le streghe sapevano far cadere la pioggia rimestando la propria urina dentro a una buca; per lo stesso scopo potevano utilizzare dei minerali contenenti alluminio, che una volta mescolati con dei nitrati per dar loro fuoco producevano le nuvole della pioggia. Tra i malefici più diffusi nella sua epoca, Del Rio segnalava il ligamento, che rendeva incapace il maschio durante il coito. Erano quasi cinquanta i generi di ligamento da lui conosciuti e il più semplice consisteva nell'annodare una cinghia sopra la quale veniva pronunciata una formula magica. Pierre de Lancre, demonologo e giudice inquisitore, fornì nel suo Tableau de l'inconstance des mauvais anges et démons (1612) una delle più dettagliate descrizioni del sabba, dove le streghe avrebbero arrostito dei rospi per poi sminuzzarli in una polvere sottile che spargevano sui campi e sui vigneti per distruggerne i frutti.
In Italia ebbe invece particolare successo il Compendium maleficarum, trattato illustrato di Francesco Maria Guaccio.

## Aspetti storico-giuridici

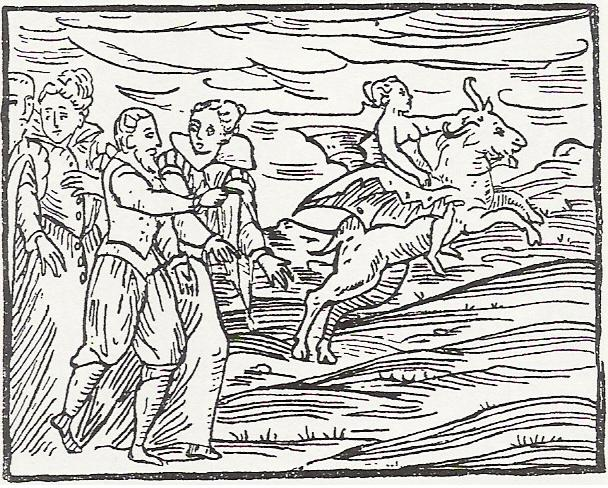
Tredicesima illustrazione dal Compendium Maleficarum (1608)

Il termine "stregoneria" indica il fenomeno diffusosi nel Tardo Medioevo che vede le donne tra il maggior numero di imputate. I testi dotti come il Malleus Maleficarum definiscono pericolosa la donna quando, superato il culto delle divinità notturne e le abilità della conoscenza popolare, con l'arrivo del patto col demonio essa giunge a rinnegare il battesimo, causare la sterilità, eludere i giudici con astuzia. Nei verbali dei processi si mescolano aspetti mitologici, dee volanti, sirene, le confessioni sui sabba e i veri motivi delle accuse, mosse spesso da altre donne. Sono le donne al centro delle grandi cacce alle streghe, che si ebbero in grandi campagne del Cinquecento e Seicento. Tutto ciò porta ad affermare che la stregoneria è un crimine femminile.
Il 31 marzo 1944 la medium e spiritista Hellen Duncan fu condannata a Londra. Il suo fu l'ultimo processo per stregoneria intentato in Europa. Il Witchcraft Act del 1735 fu abolito poco dopo.
L'Arabia Saudita ad oggi è l'unico Stato a prevedere ufficialmente la pena di morte per stregoneria. Non vi é una definizione legale di magia in Arabia Saudita ma oroscopi e cartomanzia sono considerati come "non-islamici". Nel 2006, Fawza Falih Muhammad Ali venne condannato a morte per aver praticato stregoneria, nel 2007 un farmacista egiziano venne arrestato e giustiziato per aver cercato di separare una coppia usando la magia, condanna che venne pronunciata anche nei confronti di un presentatore televisivo libanese, Ali Hussain Sibat, che si trovava nel paese per l'hajj (pellegrinaggio islamico).
Nel 2009, le autorità saudite istituirono l'unità anti-stregoneria come reparto di polizia del Comitato per l'imposizione della virtù e l'interdizione del vizio. Nell'aprile 2009, Amina Bint Abdulhalim Nassar venne arrestata e successivamente condannata per stregoneria e magia, e decapitata a dicembre 2011. Si hanno notizie di altre esecuzioni nel giugno 2012 e nel 2014.

## Aspetti economici e sociologici
La pratica della stregoneria è stata associata a quelle società attraversate da fenomeni di rapido cambiamento dei settori economici da studiosi di sociologia come Silvia Federici. Secondo quest'ottica, più che da aspetti religiosi, l'emergere del fenomeno è da spiegarsi in relazione alla ripartizione di risorse economiche tra i soggetti all'interno di una certa società. Gli studiosi e gli attivisti di orientamento femminista hanno messo l'accento sulla relazione il fenomeno della stregoneria con la volontà di appropriarsi delle risorse economiche delle donne, che pertanto non risparmia nemmeno le donne di alto rango sociale.

## Aspetti antropologici
La stregoneria può essere considerata una particolare branca della magia. Essa però assume forme e significati diversi a seconda del contesto (storie, miti, favole o leggende) in cui si trova. In senso stretto e soprattutto un tempo, si confondeva la stregoneria con la magia nera, ma il termine viene ormai largamente usato per indicare tutti quegli interventi nella vita di un gruppo umano tendenti a dare il benessere (oppure il male) e a rendere propizie (oppure ostili) le forze naturali, sia per un singolo sia per tutto il gruppo umano.
Anche alcuni aspetti della medicina primitiva, che agiscono a livello psicologico, riguardano la stregoneria nel senso più ampio del termine, per cui si differenziano dalle pratiche empiriche (cioè dai semplici gesti) seguite dalle genti allo Stato di natura: esistono specifici individui (sciamani o medici-stregoni) che si occupano di questi particolari aspetti adottando un rituale tipico della stregoneria. Data la loro funzione di dominare le forze occulte, gli officianti devono essere persone adatte e specificatamente preparate allo scopo, spesso con un tirocinio lungo, duro e complicato; la loro funzione, quando è svolta nell'interesse della comunità, viene considerata come un sacerdozio e lo stregone viene punito se non svolge efficacemente i propri doveri; non di rado la professione viene conservata nell'ambito di un solo clan o trasmessa per via ereditaria.
Poiché gli spiriti, secondo le credenze popolari, sono entità bizzarre e complesse, la stregoneria deve avvalersi di pratiche magiche e rituali, spesso incomprensibili agli occhi degli altri, che sono accuratamente determinate in funzione degli scopi e degli spiriti interlocutori: si hanno così rituali per ottenere l'aiuto nelle varie attività umane, rituali per tutte le manifestazioni sociali, rituali per le pratiche richieste dai singoli (malattie gravi come il malocchio, viaggi, nascite). Al contrario della precedente, la stregoneria intesa come magia nera viene praticata al di fuori del gruppo umano e i suoi officianti non hanno funzioni sacerdotali: questi uomini (stregoni, fattucchieri, ecc.) sono odiati e temuti e non di rado, se oltrepassano certi limiti, vengono messi a morte.
Le loro pratiche, spesso dai profani confuse con quelle descritte in precedenza, si avvalgono esclusivamente della magia e del terrore, indotto con mezzi sia psicologici sia materiali (atti di violenza, veleni, ecc.). A volte i capi di un gruppo umano ricorrono alla stregoneria per motivi esclusivamente politici e in tal caso lo stregone assume le funzioni sia di sacerdote che di consigliere; questo aspetto è frequente in quei gruppi etnici governati da re divini oppure organizzati in chefferies (ovvero insieme di famiglie che dipendono da un medesimo capo tribale).

### Pratica e diffusione

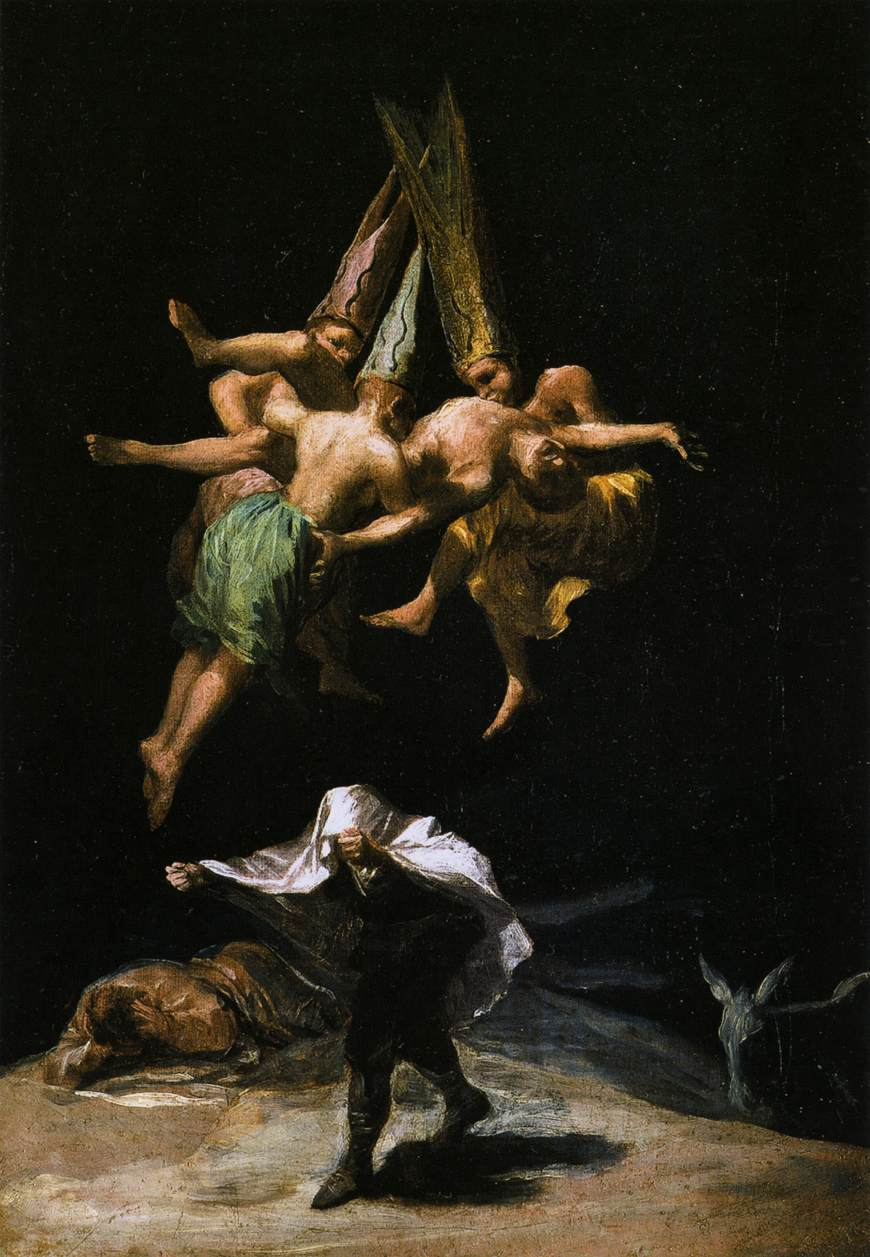
Streghe nell'Aria (1797 - 1798) di Francisco de Goya

L'origine della stregoneria nella sua accezione antropologica, è molto antico, risalirebbe alla Preistoria, quando veniva utilizzata dai primi "stregoni/sciamani" per far prosperare la comunità, per donare fertilità alle coltivazioni, per avere una cacciagione ricca e altri scopi sociali.
La stregoneria, intesa come pratica magica, è praticata in tutto il mondo; nel significato etnologico è forma diffusa soprattutto in Africa, sebbene non sia rara in America, in Oceania e in casi circoscritti in Asia. La stregoneria aveva una parte importante nella storia sociale e culturale nell'ultimo periodo coloniale del Messico. Ora, come scrive l'antropologa Ruth Behar, la stregoneria era, non solo in Messico ma in tutta l'America Latina, un «…coacervo di sessualità, stregoneria e religione, nel quale convergevano le culture spagnola, indigena ed africana»
Nel mondo occidentale, dal 1951 si possono identificare elementi di stregoneria, intesa come culto, nella Wicca, molto diffusa nei paesi europei ed anglosassoni e più recentemente anche in Italia. Va sottolineato che il gruppo non è in relazione con il satanismo, con le messe nere o con i sacrifici cruenti.
Pratiche di natura spirituale affini alla stregoneria sono tipiche nelle cerimonie religiose del vudù - religione afroamericana dai caratteri sincretici e fortemente esoterici - entrate in uso presso gli schiavi neri americani e tuttora praticate nei Caraibi e presso africani immigrati in varie parti del mondo, Europa compresa, oltreché in varie zone dell'Africa centro-occidentale.
Tra gli aspetti folcloristici, nel 1951 è stato creato in Cornovaglia un Museo della Stregoneria, a Boscastle, che raccoglie oggetti e strumenti rituali riguardanti la magia popolare e cerimoniale, la massoneria, la wicca. In Italia esiste invece a Benevento il Museo delle Streghe, chiamato Janua, dedicato alla figura delle streghe e delle janare.

## Iconografia

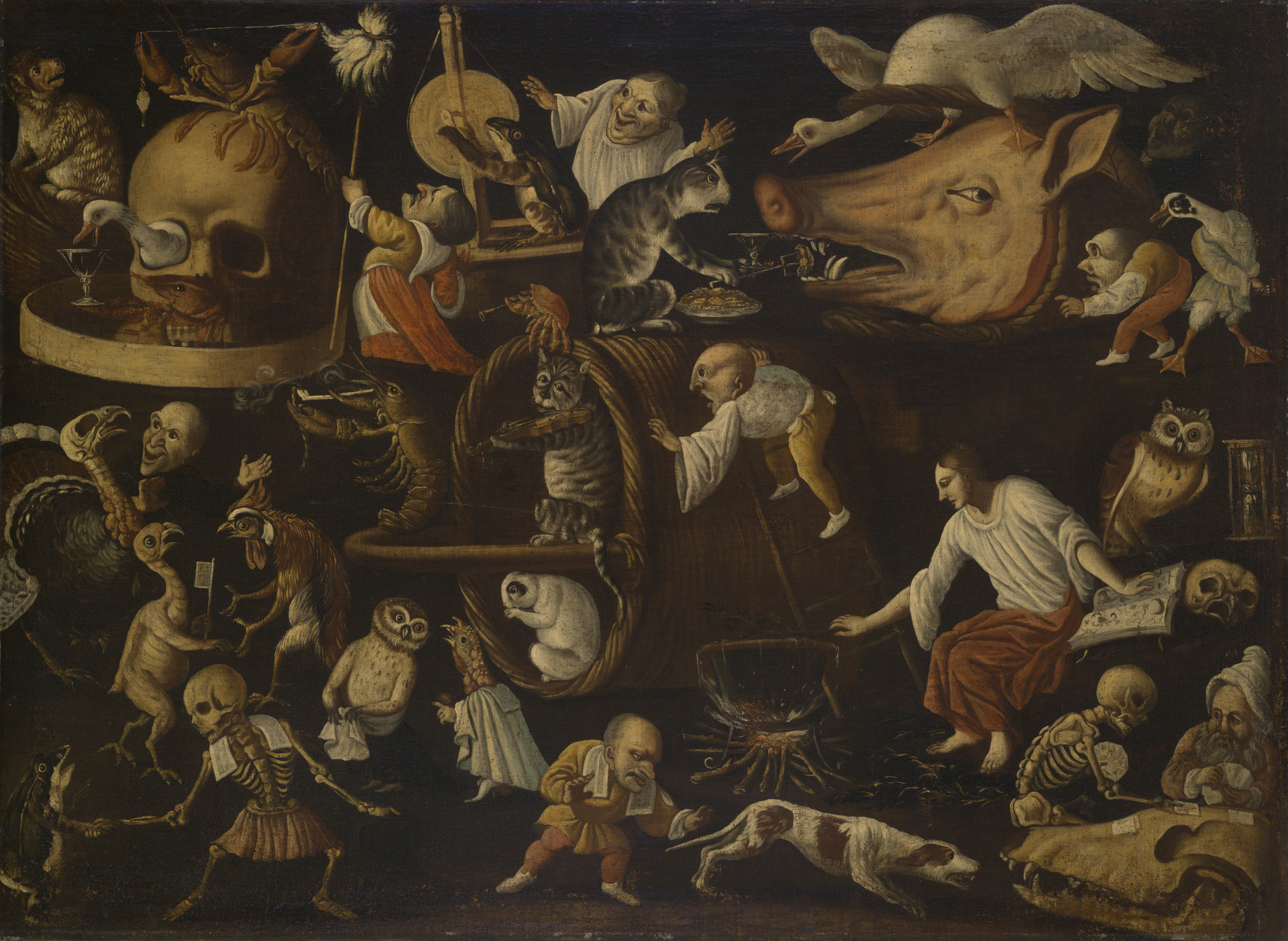
Scena di stregoneria con nani, opera di uno pseudonimo di Faustino Bocchi (primo decennio del Settecento)

Sul finire del Medioevo il mondo dell'arte cominciò ad interessarsi alla stregoneria in modo crescente, probabilmente in concomitanza con la diffusione di fobie antistregoniche generate dalla battaglia contro le eresie condotta dall'Inquisizione. Stando agli studi approfonditi di Giordano Berti si possono individuare varie correnti iconografiche, distinguibili secondo l'epoca e l'area geografica. Tra la fine del Quattrocento e gli inizi del Cinquecento si evidenzia una tipologia mediterranea, ispirata ad opere letterarie classiche, e una tipologia germanica derivante dalla commistione della tradizione biblica e di miti germanici.
Tra gli autori di quel tempo spiccano i cicli stregoneschi incisi dai tedeschi Albrecht Dürer e Hans Baldung Grien; per il Seicento vanno ricordati, per la consistente serie di opere sul tema, almeno l'italiano Salvator Rosa, i fiamminghi David Teniers il Giovane e Frans Francken II. Un forte impulso alla definizione dell'immagine della strega venne dai manuali ad uso degli inquisitori, grazie ai quali si diffusero le più svariate fantasie sul volo magico, sul sabba e sui riti negromantici. A partire dal Settecento l'iconografia delle streghe diventò progressivamente meno cruenta, e quelle che prima erano dipinte come seguaci di Satana cominciarono ad essere dipinte come guaritrici di campagna, prosecutrici di antichi riti agresti, più tardi, anche come donne affette da problemi psichici.
Un caso a sé stante è quello di Francisco Goya, che nelle sue numerose raffigurazioni stregonesche, sia incisioni sia dipinti, volle censurare allo stesso tempo l'ignoranza del popolo e l'ipocrisia dei potenti. Nel primo Novecento la stregoneria diventò allegoria delle forze oscure che si stavano addensando sull'Europa; si vedano ad esempio le opere di Paul Klee e Alfred Kubin. Poi, sul finire del secolo prese vigore un'immagine più positiva, legata alla Pop Art e al Neo-simbolismo, che vedeva la strega come rinnovatrice di antichi culti femminili.

## Filmografia

### Cinema
- La Fée Carabosse, regia di Georges Méliès - cortometraggio (1906)
- La stregoneria attraverso i secoli (Häxan), regia di Benjamin Christensen (1922)
- Dies irae (Vredens dag), regia di Carl Theodor Dreyer (1943)
- La città dei morti (The City of the Dead), regia di John Llewellyn Moxey (1960)
- La notte delle streghe (Night of the Eagle), regia di Sidney Hayers (1962)
- Witchcraft, regia di Don Sharp (1964)
- Black Horror - Le messe nere (Curse of the Crimson Altar), regia di Vernon Sewell (1968)
- Rosemary's Baby - Nastro rosso a New York (Rosemary's Baby), regia di Roman Polansky (1968)
- The Devil Rides Out, regia di Terence Fisher (1968)
- I seguaci di satana (The Witchmaker), regia di William O. Brown (1969)
- I diavoli (The Devils), regia di Ken Russell (1971)
- La pelle di Satana (The Blood on Satan's Claw), regia di Piers Haggard (1971)
- La macchia della morte (The Mephisto Waltz), regia di Paul Wendkos (1971)
- Il potere di Satana (Necromancy), regia di Bert I. Gordon (1972)
- La stagione della strega (Hungry Wives), regia di George A. Romero (1972)
- Suspiria, regia di Dario Argento (1977)
- Mia moglie è una strega, regia di Castellano e Pipolo (1980)
- Le streghe di Eastwick (The Witches of Eastwick), regia di George Miller (1987)
- La visione del sabba, regia di Marco Bellocchio (1988)
- Spellbinder, regia di Janet Greek (1988)
- Hocus Pocus, regia di Kenny Ortega (1993)
- Giovani streghe (The Craft), regia di Andrew Fleming (1996)
- Little Witches, regia di Jane Simpson (1996)
- La seduzione del male (The Crucible), regia di Nicholas Hytner (1996)
- Amori & incantesimi (Practical Magic), regia di Griffin Dunne (1998)
- Il mistero di Sleepy Hollow (Sleepy Hollow), regia di Tim Burton (1999)
- The Blair Witch Project - Il mistero della strega di Blair (The Blair Witch Project), regia di Daniel Myrick e Eduardo Sánchez (1999)
- Gostanza da Libbiano, regia di Paolo Benvenuti (2000)
- Harry Potter e la pietra filosofale (Harry Potter and the Philosopher's Stone), regia di Chris Columbus (2001)
- Harry Potter e la camera dei segreti (Harry Potter and the Chamber of Secrets), regia di Chris Columbus (2002)
- Harry Potter e il prigioniero di Azkaban (Harry Potter and the Prisoner of Azkaban), regia di Alfonso Cuarón (2004)
- Harry Potter e il calice di fuoco (Harry Potter and the Goblet of Fire), regia di Mike Newell (2005)
- The Skeleton Key, regia di Iain Softley (2005)
- Harry Potter e l'Ordine della Fenice (Harry Potter and the Order of the Phoenix), regia di David Yates (2007)
- Harry Potter e il principe mezzosangue (Harry Potter and the Half-Blood Prince), regia di David Yates (2009)
- Antichrist, regia di Lars von Trier (2009)
- L'apprendista stregone (The Sorcerer's Apprentice), regia di Jon Turteltaub (2010)
- Harry Potter e i Doni della Morte - Parte 1 (Harry Potter and the Deathly Hallows - Part 1), regia di David Yates (2010)
- Harry Potter e i Doni della Morte - Parte 2 (Harry Potter and the Deathly Hallows - Part 2), regia di David Yates (2011)
- L'ultimo dei Templari (Season of the Witch), regia di Dominic Sena (2011)
- Le streghe di Salem (The Lords of Salem), regia di Rob Zombie (2012)
- Stalking Eva, regia di Joe Verni (2015)
- The Witch (The VVitch: A New-England Folktale), regia di Robert Eggers (2015)
- The Love Witch, regia di Anna Biller (2016)

### Televisione
- Merlino (Merlin) – miniserie TV (1998)
- Buffy l'ammazzavampiri (Buffy the Vampire Slayer) – serie TV (1997-2003)
- Smallville – serie TV, episodi 4x1-4x8-4x15-4x20 (2004-2005)
- Streghe (Charmed) – serie TV (1998-2006)
- Merlin's Apprentice – miniserie TV (2006)
- I cavalieri di Bloodsteel (Knights of Bloodsteel) – miniserie TV (2009)
- Merlin – serie TV (2008-2012)
- American Horror Story: Coven – serie TV (2013-2014)
- Jujutsu kaisen - Sorcery Fight – Serie Animata (2020 - In corso)